# ماتيو فلوريس
ماتيو فلوريس (بالإسبانية: Mateo Flores) هو عداء مسافات طويلة غواتيمالي، ولد في 11 فبراير 1922 في مكسيكو، غواتيمالا في غواتيمالا، وتوفي بنفس المكان في 11 أغسطس 2011.

## وصلات خارجية
- ماتيو فلوريس على موقع أوليمبيديا (الإنجليزية)